# Diplôme de recherche technologique
Pour les articles homonymes, voir DRT.
Le diplôme de recherche technologique (DRT) est un diplôme national de 3e cycle de l'enseignement supérieur français. Il est de niveau bac+6.
Le DRT est régi par l'arrêté du 29 décembre 1994.

## Accès
La préparation d'un DRT est ouverte aux diplômés des instituts universitaires professionnalisés titulaires du titre d'ingénieur-maître et aux élèves ingénieurs en dernière année d'études.
Pour les diplômés des instituts universitaires professionnalisés, ces travaux de recherche sont précédés d'une formation en rapport avec les travaux de recherche à mener, d'une durée de six mois et d'un volume horaire d'au moins 300 heures.

## Le DRT: une expérience de recherche appliquée
Le diplôme de recherche technologique sanctionne des travaux de recherche technologique d'une durée minimale de, 12 mois pour les ingénieurs et 18 mois pour les étudiants de maîtrise. Ces travaux de recherche appliquée visent à résoudre un problème relevant du secteur industriel ou tertiaire, en relation étroite avec une entreprise.
En pratique, pour les ingénieurs, les six premiers mois de ces travaux de recherche coïncident avec le stage de fin d'étude, et sont suivis de 12 autres mois qui complètent la durée du DRT (18 mois).
Les travaux de recherche sont effectués dans un laboratoire ou un service d'études ou de recherche, public ou privé, sous la responsabilité conjointe de deux directeurs de travaux, l'un enseignant-chercheur habilité à diriger des recherches, l'autre exerçant une activité professionnelle principale d'études ou de recherche dans le laboratoire ou le service concerné. Le candidat doit justifier, au moment de son inscription, d'un contrat de travail avec l'entreprise dont dépend le laboratoire ou le service d'accueil.
Le DRT est proche d'une thèse de doctorat, mais d'une durée plus courte et sur un sujet de recherche très appliqué.

## Validation du diplôme
Ces travaux conduisent à la rédaction d'un mémoire et à sa soutenance devant un jury. Le jury est composé de cinq personnes au moins dont les deux directeurs de travaux. Il comporte au moins trois enseignants-chercheurs habilités à diriger des recherches et au moins deux professionnels du secteur industriel ou tertiaire concerné par la spécialité du diplôme. Ce jury désigne en son sein son président.